# Mare Tranquillitatis

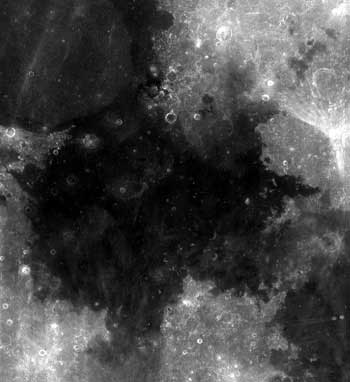
Mare Tranquillitatis

Mare Tranquillitatis (Latijn voor zee der rust) is een mare (maanzee) op de Maan. De mare wordt gevormd door een groot inslagbekken dat gevuld is met uit lava gestolde basalt, waardoor het een relatief vlak oppervlak heeft. Het inslagbekken heeft onregelmatige randen en er is geen duidelijke structuur van ringen te zien. De Mare Tranquillitatis is bekend als de landingsplek van het eerste bemande ruimtetoestel op de Maan, de Apollo 11.
Het basalt komt uit het Laat Imbrium, de omringende bergen uit het Vroeg Imbrium en het inslagbekken is waarschijnlijk in het Prenectarium ontstaan.

## Ligging

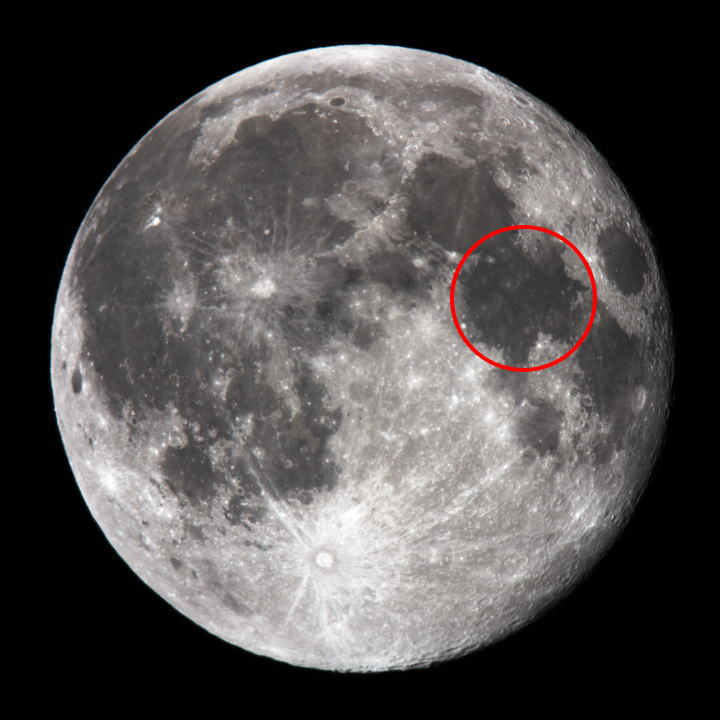
De locatie van Mare Tranquillitatis

De Mare Tranquillitatis ligt ten noordoosten van de Mare Fecunditatis, ten zuidwesten van de Mare Crisium, ten zuidoosten van de Mare Serenitatis en ten noorden van de Mare Nectaris.
Langs de rand van de Mare Tranquillitatis liggen een aantal "baaien": Sinus Amoris, Sinus Asperitatis,
Sinus Concordiae, en Sinus Honoris.
Onregelmatigheden in de topografie van de Mare Tranquillitatis en haar omgeving worden veroorzaakt door het samenkomen met de Mare Nectaris, de Mare Crisium, de Mare Fecunditatis en de Mare Serenitatis, met twee ringen van het inslagbekken van de Oceanus Procellarum. Aan de noordoostelijke rand van de mare ligt Palus Somni, gevuld met basalt dat uit de Mare Tranquillitatis stroomde.

## Verkenning door de mens

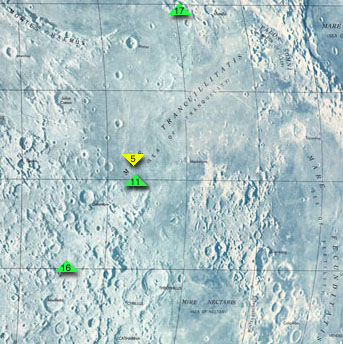
Kaart van de Mare Tranquillitatis waarop de landingsplekken van de Apollo 11, Apollo 17, Apollo 16, en Surveyor 5 zijn aangegeven.

In 1965 stortte de ruimtesonde Ranger 8 neer in de Mare Tranquillitatis, na meer dan 7000 foto's van het maanoppervlak te hebben verzonden in de laatste 23 minuten van zijn missie. De Mare Tranquillitatis was ook de landingsplek van de Apollo 11, de eerste bemande maanvlucht. De landingsplek is daarom Statio Tranquillitatis ("basis in de Tranquillitatis") genoemd; drie kleine kraters ten noorden van de plek zijn naar de astronauten Armstrong, Aldrin en Collins genoemd.

### Kleur van Mare Tranquillitatis
De Mare Tranquillitatis heeft een relatief blauwige kleur vergeleken met de rest van de maan, in het bijzonder met de aangrenzende Mare Serenitatis die er opvallend geelachtig grijs uitziet. De blauwgrijze kleur van Mare Tranquillitatis wordt waarschijnlijk veroorzaakt door de hoge concentratie metalen in het basalt.

### Onregelmatige maregebieden
Mare Tranquillitatis bezit het grootste aantal onregelmatige maregebieden op de naar de Aarde toegekeerde kant van de Maan. De meeste exemplaren werden ontdekt met behulp van de Lunar Reconnaissance Orbiter. Slechts enkele ervan werden reeds gefotografeerd gedurende de wetenschappelijke missies van het Apolloprogramma.

## Naamgeving
De naam "Mare Tranquillitatis" werd gegeven in 1651 door de astronomen Francesco Grimaldi en Giovanni Battista Riccioli in hun maankaart Almagestum novum. Eerdere kartografen hadden natuurlijk andere namen bedacht. Michael van Langren heeft in zijn Lumina Austriaca Philippica van 1645 het "Mare Belgicum" genoemd (Latijn voor Belgische Zee), de klassieke naam voor de Noordzee Bijzonderheid: de eerste bemande maanlanding (Apollo 11) gebeurde dus in de Belgische zee, op de Belgische nationale feestdag, 21 juli. Johannes Hevelius heeft het Pontus Euxinus (de klassieke naam voor de Zwarte Zee) genoemd op zijn maankaart van 1647.